# Onur Atasayar
Onur Atasayar (sinh ngày 1 tháng 1 năm 1995 ở Tavşanlı, Thổ Nhĩ Kỳ) là một cầu thủ bóng đá Thổ Nhĩ Kỳ thi đấu ở vị trí hậu vệ cho câu lạc bộ Thổ Nhĩ Kỳ Bursaspor.

## Sự nghiệp chuyên nghiệp
Onur ra mắt tại TFF First League cho Ankaragücü trong trận thua 1-0 trước İstanbul Güngörenspor ngày 8 tháng 9 năm 2013. Onur chuyển đến Bursaspor ngày tháng 1 năm 2017, ra mắt ngày 17 tháng 2 năm 2017.

## Sự nghiệp quốc tế
Onur là cầu thủ bóng đá trẻ quốc gia của Liên đoàn bóng đá Thổ Nhĩ Kỳ.